# Automatistes

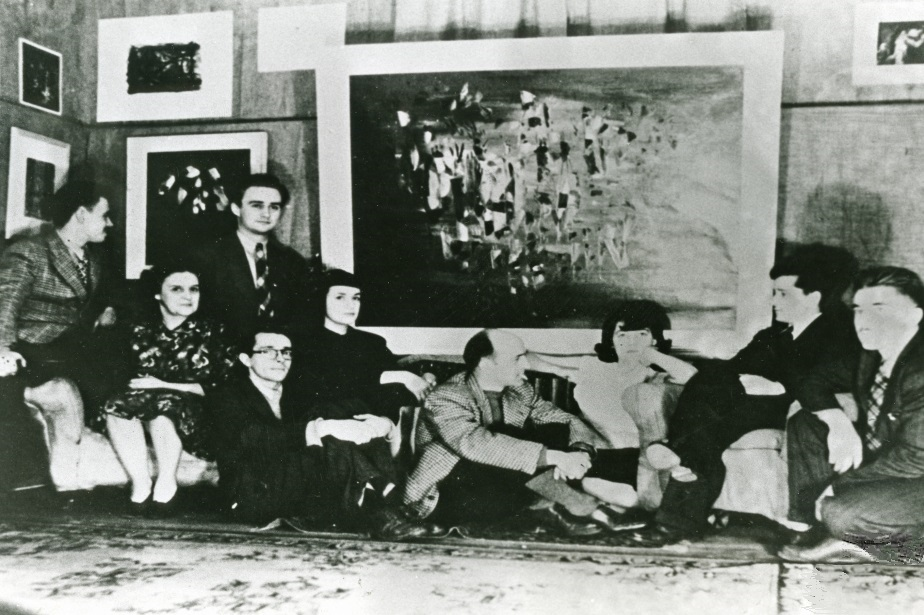
Ausstellung der Automatisten, 1947. Claude Gauvreau, Julienne Gauvreau, Pierre Gauvreau, Marcel Barbeau, Madeleine Arbour, Paul-Émile Borduas, Madeleine Lalonde, Bruno Cormier et Jean-Paul Mousseau

Les Automatistes (die „Automatisten“) waren eine Künstlergruppe aus Montreal, Kanada, die in den 1940er Jahren die kanadische Kunstszene maßgeblich beeinflusste. Unter der Leitung von Paul-Émile Borduas schufen sie abstrakte Kunstwerke, die von den französischen Surrealisten inspiriert waren, und lehnten die akademische Kunstdoktrin ihrer Zeit ab.

## Geschichte
Die Gruppe formierte sich Anfang der 1940er Jahre um Borduas, der damals Professor an der École du meuble in Montréal war. Inspiriert von der Écriture automatique des französischen Dichters André Breton, übertrug der Maler Paul-Émile Borduas diese Idee auf die Leinwand und malte spontan und unvoreingenommen. Als Borduas 45 dieser Gemälde vom 25. April bis 2. Mai 1942 im Ermitage Théâtre in Montréal ausstellte, war die Bewegung der Automatisten geboren. Zu seinen Anhängern gehörten einige seiner Schüler an der École du Meuble, darunter Marcel Barbeau, Jean-Paul Riopelle und Roger Fauteux, sowie Pierre Gauvreau (1922–2011) und Fernand Leduc von der École des beaux-arts in Montréal und Jean-Paul Mousseau vom Collège Notre-Dame. Die Gruppe traf sich im Atelier von Borduas, um über Marxismus, Surrealismus und Psychoanalyse zu diskutieren.
Ein wichtiges Ereignis in der Geschichte der Automatisten war die Veröffentlichung des Manifests Refus global (Totalverweigerung) am 9. August 1948. Refus global war ein Manifest, dessen Haupttext von Paul-Émile Borduas verfasst und von 15 Mitgliedern der Automatistes unterzeichnet wurde. Es enthielt Texte von Bruno Cormier (1919–1991) (später Psychoanalytiker), dem Dichter Claude Gauvreau, dem Maler Fernand Leduc und Françoise Sullivan (damals Tänzerin). Illustriert wurde das Manifest von Marcel Barbeau, Paul-Émile Borduas, Marcelle Ferron-Hamelin (1924–2001), Pierre Gauvreau, Jean-Paul Mousseau, Jean Paul Riopelle und dem Fotografen Maurice Perron (1924–1999).
Refus global stellte die traditionellen Werte Québecs in Frage. Eine der emblematischen Zeilen lautete: „Zum Teufel mit Weihwedel und Pfaffenhut“. Das Manifest drückte ein starkes Bedürfnis nach „glorreicher Anarchie“ aus. Es kündigte auch eine „neue kollektive Hoffnung“ an. Dies reichte aus, um die Behörden zu veranlassen, Borduas von seinem Posten an der École du meuble zu entfernen, wo er seit 1937 unterrichtet hatte. Die Quebecer Presse schloss sich der Meinung der Regierung an und verurteilte das Manifest weitgehend. Zwischen der Veröffentlichung von Refus global und Januar 1949 erschienen mehr als 100 Zeitungs- und Zeitschriftenartikel, in denen das Manifest verurteilt wurde.
Das Manifest wurde unterschrieben von: Magdeleine Arbour, Marcel Barbeau, Bruno Cormier, Claude Gauvreau, Pierre Gauvreau, Muriel Guilbault, Marcelle Ferron-Hamelin, Fernand Leduc, Thérèse Leduc, Jean-Paul Mousseau, Maurice Perron, Louise Renaud, Françoise Riopelle, Jean Paul Riopelle, Françoise Sullivan.